# Ayaan Hirsi Ali
Ayaan Hirsi Ali, nata Ayaan Hirsi Magan (Mogadiscio, 13 novembre 1969), è una politica, scrittrice e attivista somala naturalizzata olandese, nota soprattutto per il suo impegno in favore dei diritti umani e in particolare dei diritti delle donne all'interno della tradizione islamica.

## Biografia
Figlia del signore della guerra somalo Hirsi Magan Isse, ha vissuto in Somalia, Etiopia, Kenya e Arabia Saudita. A cinque anni fu sottoposta ad infibulazione. Nel gennaio 1992 il padre conosce in moschea un giovane somalo (residente in Canada e tornato in patria per procurarsi una donna da sposare) e in un'ora decide di dargli in moglie Ayaan, che aveva 22 anni. La ragazza rifiuta, ma le nozze si combinano ugualmente. Il marito appartiene al clan Osman Moussa, uno tra i più in vista nella società somala.
Dopo le nozze organizza il viaggio in aereo alla volta del Canada, per la giovane moglie. Giunta in Germania per uno scalo intermedio, Ayaan decide di scappare. Prende un treno per i Paesi Bassi e chiede asilo politico come rifugiata. Motivo: essere stata costretta ad un matrimonio combinato che l'ha privata della libertà. Per non essere rintracciata dalla famiglia, sceglie di non usare più il suo vero cognome, Magan, ed opta per Ali (il nome originario del nonno). Ottiene lo status A, il migliore, che comprende il diritto di rimanere nei Paesi Bassi per tutta la vita e di richiedere la cittadinanza dopo cinque anni. Ayaan si iscrive all'Università di Leida e consegue la laurea in scienze politiche.
Un giorno dell'estate del 2001 guardando il telegiornale apprende che in una scuola alcuni insegnanti gay sono stati molestati da allievi musulmani. Il servizio mostra anche un imam che li difende: secondo lui l'omosessualità è una malattia contagiosa in grado di infettare gli studenti. Di getto scrive una lettera e la indirizza ad uno dei quotidiani più letti nei Paesi Bassi, NRC Handelsblad. Nella lettera sostiene che quell'atteggiamento non appartiene a un solo imam, ma è molto diffuso nel mondo islamico e spiega che l'islam è una religione che non accetta la libertà individuale, fino a giustificare i soprusi contro le donne e contro i diversi. Quel gesto istintivo segna l'inizio del suo impegno politico. Nel 2002 diventa famosa nel paese attraverso alcune apparizioni televisive dove esprime con nettezza il suo pensiero critico sull'islam. I suoi interventi destano scalpore presso la comunità musulmana perché per la prima volta a criticare l'islam è una di loro e, per giunta, una donna.
In ottobre di quell'anno cade il governo e il Paese è chiamato alle elezioni anticipate. Neelie Kroes, importante esponente del partito liberale "Partito Popolare per la Libertà e la Democrazia" (VVD), chiede a Hirsi Ali se vuole candidarsi nella sua lista. Ayaan accetta, viene collocata al numero 16 (nei Paesi Bassi si vota su liste bloccate), che le dà la sicurezza di essere eletta. Decide che la sua missione sarà inserire il problema delle donne musulmane nell'agenda politica del suo Paese d'adozione.
Hirsi Ali è stata una devota musulmana fino al 28 maggio 2002 quando scelse l'ateismo. In una intervista alla rivista svizzera Das Magazin nel settembre 2006 Hirsi Ali dichiarò di essersi resa conto di non essere più musulmana quando, bevendo un bicchiere di vino in un ristorante italiano nel maggio 2002, "mi chiesi: perché mai dovrei bruciare all'inferno solo per aver bevuto questo? Ma ciò che mi spronò ancor di più fu l'osservazione che gli attentatori dell'11 settembre credevano tutti nello stesso Dio in cui io stessa credevo." Comunque ancora il 12 settembre 2002 nel programma televisivo Rondom Tien si riferì all'Islam come "la mia religione". Nel 2023 ha dichiarato di essersi convertita al cristianesimo.
A tutti quelli che glielo chiedevano, rivelava apertamente che al suo arrivo nei Paesi Bassi si era firmata con un cognome diverso dal suo e non aveva detto tutta la verità sui motivi che l'avevano portata a lasciare il suo Paese d'origine. La cosa però non crea scandalo e Hirsi Ali viene eletta il 22 gennaio 2003 al parlamento olandese. Nel 2004 scrive la sceneggiatura del film cortometraggio "Sottomissione" (Submission), in cui si denunciano gli abusi che subiscono le donne nel mondo islamico. Il 2 novembre dello stesso anno il regista del film Theo van Gogh viene assassinato. Da allora Hirsi Ali vive protetta da una scorta armata. In poco tempo diventa una persona scomoda. Per i suoi vicini di casa è una persona troppo ingombrante: notano che la sua abitazione è perennemente sorvegliata da una scorta armata. Si rivolgono al tribunale affinché dia ordine alla Hirsi Ali di cambiare domicilio. Nel 2006 la Corte d'appello di L'Aia, con una sentenza senza precedenti, dà ragione ai vicini di casa della scrittrice, intimandole di cambiare quartiere.
Ali si dimette da deputata e lascia volontariamente i Paesi Bassi, per trasferirsi negli Stati Uniti, a Washington. Ritorna nei Paesi Bassi, anche se solo per brevi periodi, ma nell'ottobre 2007 il governo olandese decide che le scorte armate debbano essere riservate ai cittadini residenti nel territorio nazionale. Immediatamente la vicina Danimarca le offre protezione, sulla base di un programma volto a sostenere gli scrittori minacciati di morte dai terroristi islamici. La scrittrice ha ringraziato ma ha affermato di voler rimanere negli Stati Uniti. Lavora nel centro di studi American Enterprise Institute. 
Nel 2011 sposa lo storico Niall Ferguson: nel 2024 entrano entrambi nella Chiesa anglicana.
Nel 2015 ha pubblicato il saggio Heretic: Why Islam Needs a Reformation Now, pubblicato in Italia da Rizzoli come Eretica. Cambiare l'Islam si può, in cui affronta i temi del rapporto fra Islam e libertà.

## Riconoscimenti
Ayaan Hirsi Ali ha ricevuto numerosi riconoscimenti internazionali per il suo impegno a favore dei diritti umani. L'American Jewish Committee le ha consegnato una medaglia al «Coraggio morale». Il Reader's Digest l'ha nominata «Europea dell'anno». Nel 2005 la rivista statunitense Time Magazine l'ha inserita nell'elenco delle 100 personalità più influenti del mondo.

## Idee

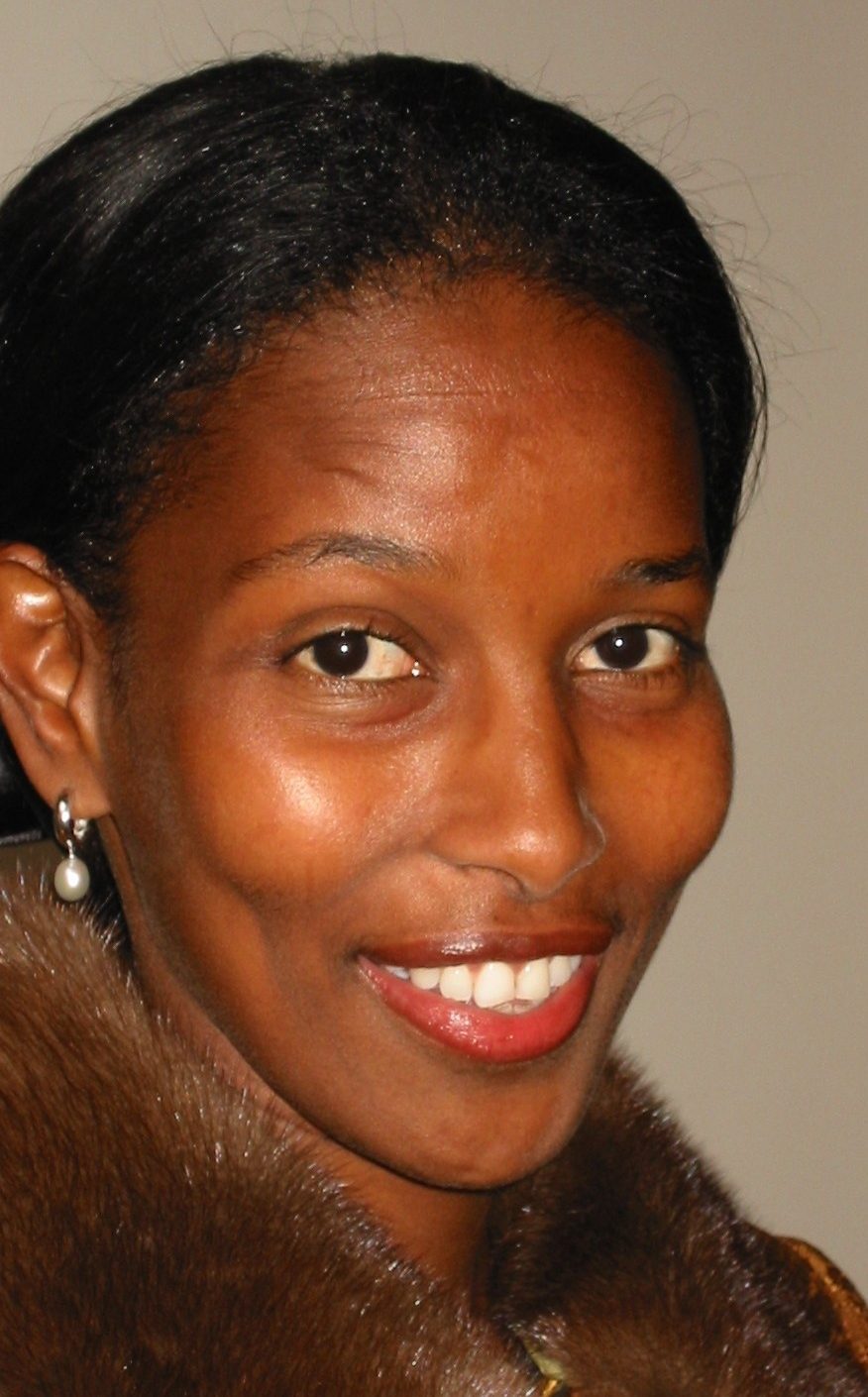
Ayaan Hirsi Ali

### Opposizione all'infibulazione e lotta all'oppressione della donna
Oltre ad aver subito la mutilazione rituale da bambina, Ayaan Hirsi Ali è stata messa al bando dalla sua comunità per avere denunciato queste pratiche, e il ruolo giocato da certe tradizioni o convinzioni religiose nell'oppressione della donna. Nel 2003, da deputata olandese, Hirsi Ali aveva presentato un progetto di legge al parlamento olandese, in cui si delineava un sistema di monitoraggio preventivo obbligatorio e annuale per le bambine a rischio.
In "Infidel", la sua autobiografia, scrive:
(Ayaan Hirsi Ali, Infidel (New York: Free Press, 2007), pagina 140)
Hirsi Ali è particolarmente critica in special modo verso il ruolo riservato alle donne nelle società islamiche e sulle punizioni richieste dall'islam per omosessualità e adulterio. Nel 2007 ha fondato negli Stati Uniti la «Ayaan Hirsi Ali Foundation» (abbreviato in AHA Foundation) per “proteggere e difendere i diritti delle donne in Occidente dall'oppressione giustificata con la religione e la cultura”.

### Idee in materia di religione

#### Opposizione all'Islam
Hirsi Ali descrive l'Islam come una "religione retrograda" e incompatibile con i diritti umani e la democrazia, tanto da sfidare sul canale televisivo pubblico olandese Nederland 2 gli studenti di una Scuola elementare islamica a scegliere tra il Corano e la costituzione olandese. Hirsi Ali è contraria alla circoncisione.

In una intervista sul quotidiano londinese Evening Standard, Hirsi Ali giudicò l'Islam come: 
Nella stessa intervista chiarì anche di non ritenere che sia solo "una frangia di musulmani radicali ad aver deviato l'Islam e neppure che i moderati siano la maggioranza dei musulmani. [...] La violenza è insita nell'Islam — è un culto distruttivo e nichilista della morte. Legittima l'assassinio". Ayaan Hirsi Ali ha espresso opinioni e giudizi molto netti su Maometto in un'intervista rilasciata al quotidiano olandese Trouw nel gennaio 2003.
Citando gli hadit che riferiscono del matrimonio celebrato tra il cinquantaduenne Maometto con Aisha di soli sei anni, consumato dal principale profeta islamico tre anni dopo, dichiarò che "Maometto è, per i principi morali occidentali, un pervertito".
A seguito di ciò alcuni musulmani l'hanno denunciata per aver diffamato Maometto, accuse rigettate dal tribunale civile de L'Aia che però l'ha redarguita perché "usando quelle parole, si è avvicinata troppo al limite del consentito".
Nella stessa intervista descrisse, inoltre, Maometto come
Il 31 agosto 2006, parlando con la stampa olandese prima di partire per gli Stati Uniti e iniziare la sua collaborazione con l'American Enterprise Institute, Hirsi Ali ha detto: "...con persone che la pensano in quel modo non si può discutere. Con persone che hanno quella mentalità si può solo partecipare a servizi religiosi e, com'è noto, non mi piacciono i servizi religiosi." In un intervento a Berlino nel 2006 difese il diritto di satira in riferimento alle caricature di Maometto sul Jyllands-Posten. Condannò, inoltre, giornalisti della stampa e della televisione che non avevano mostrato ai loro lettori le vignette, accusandoli di "mediocrità intellettuale" e di tentare di nascondersi dietro "parole che suonano nobili quali 'responsabilità' e 'sensibilità'".
Pregò, inoltre, gli editori di tutta Europa di mostrare le vignette e di non lasciarsi spaventare da quella che chiamò l'intolleranza di molti musulmani in tutto il mondo. Durante un discorso tenuto a Berlino nel febbraio 2006 affermò: "Io non cerco di offendere il sentimento religioso, ma non mi sottometterò alla tirannia. Chiedere a chi non accetta gli insegnamenti di Maometto di astenersi dal ritrarlo non è una richiesta di rispetto ma un ordine di sottomissione."

In una sua lezione alla Kennedy School of Government di Harvard, citata dalla rivista della scuola stessa, così si è espressa:

#### Opposizione a scuole confessionali o religiose
Nei Paesi Bassi circa metà dell'istruzione è a carico di scuole legate a una qualche religione, in particolare, per ragioni storiche, cattoliche e protestanti. Ayaan Hirsi Ali affermò nel novembre 2003 che nessuna scuola religiosa dovrebbe ricevere fondi governativi scontrandosi, per questo, con Hans Wiegel, in passato un importante esponente del VVD.
Sull'argomento è tornata in un'intervista alla rivista britannica Evening Standard del 2007, esortando
aggiungendo anche

### Idee politiche

#### Politica interna (periodo olandese)
Durante la sua permanenza nei Paesi Bassi, Hirsi Ali è stata inizialmente membro del Partito del Lavoro (PvdA). Successivamente è passata al "Partito Popolare per la Libertà e la Democrazia" (VVD), partito che coniuga una visione conservatrice su economia, politica estera, criminalità ed immigrazione a posizioni libertarie su droga, aborto e omosessualità. Per quanto la riguarda, ha affermato di essere una grande ammiratrice di Frits Bolkestein, uno degli ideologi del partito e già commissario europeo.
Riguardo alle sue idee politiche, afferma che sono per la gran parte influenzate dall'abbandono dell'Islam per l'ateismo. Hirsi Ali, infatti, è molto critica verso l'Islam, in particolar modo verso la figura del profeta Maometto e sulla condizione delle donne. Per questa ragione Dick Pels, sociologo e pubblicista olandese direttore del partito politico di orientamento ecosocialista «GroenLinks» - Sinistra Verde - la descrive come un'esponente del "fondamentalismo liberale", una "ideologia che è simile all'Islam ortodosso nel senso che reputa le proprie opinioni preminenti e che tutti dovrebbero aderirvi. Giudica, inoltre, non costruttivo il loro modo di porsi nel dibattito con l'Islam, caratterizzato com'è da derisioni e insulti. Essi deteriorano solamente le relazioni tra immigrati e popolazione olandesi."
Hirsi Ali si dichiarò favorevole alla decisione della corte olandese di non concedere sussidi al Partito Politico Riformato ("Staatkundig Gereformeerde Partij", SGP), un partito politico cristiano protestante, che non garantiva pari diritti di militanza alle donne e limita il diritto di voto passivo alle militanti. Sulla questione dichiarò che "qualsiasi partito che discrimina le donne o gli omosessuali dovrebbe essere privato di finanziamenti."
Hirsi Ali ha anche affermato che vorrebbe che le autorità belghe sciogliessero il partito Vlaams Belang, affermando che "non è molto diverso dall'Hofstadgroep, un'organizzazione formata soprattutto da giovani olandesi di ascendenza nordafricana che l'Interpol definisce di matrice terroristica. Sebbene gli appartenenti al VB non abbiano ancora commesso crimini violenti, stanno solo rimandandoli in attesa di avere la maggioranza assoluta. Su molte questioni hanno esattamente le stesse opinioni degli estremisti musulmani: riguardo alle donne, all'eliminazione degli omosessuali e all'aborto. Questo modo di pensare porterà direttamente al genocidio." Vlaams Belang ha risposto alle accuse negando di opporsi ai diritti delle donne o di promuovere politiche di genocidio, mettendo in evidenza invece di essere favorevole alle commemorazioni della Shoah e del genocidio armeno. In particolare Frank Vanhecke, il leader del partito, rispose direttamente con una lettera aperta indirizzata ad Hirsi Ali considerandola "più vicina al punto di vista del Vlaams Belang dei Fiamminghi liberali." Rifiutò anche il paragone con l'Hofstad Group affermando che il suo partito "mai ed in nessun luogo ha mai fatto appello alla violenza." Il Vlaams Belang commentò il ritiro di Hirsi Ali dalla politica olandese affermando che il partito aveva "rispetto per come aveva condotto e promosso il dibattito nei Paesi Bassi su Islam, oppressione femminile e fallimento dell'integrazione."
Aiuti allo sviluppo
I Paesi Bassi sono sempre stati uno dei Paesi più impegnati nell'aiuto ai paesi in via di sviluppo. In qualità di portavoce della VVD in parlamento sulla questione, Hirsi Ali ha affermato che l'attuale politica di aiuto allo sviluppo non riesce ad aumentare prosperità, pace e stabilità nei paesi in sviluppo: "Il VVD crede che gli aiuti internazionali olandesi finora abbiano fallito se commisurati ai risultati conseguiti nel ridurre povertà, nel ridurre la fame, nell'attesa di vita e nel promuovere la pace."
Terrorismo
Sul quotidiano olandese De Volkskrant dell'8 aprile 2006 propose un controllo speciale su possibili legami con gruppi terroristi per tutti i musulmani che richiedono un lavoro.
Immigrazione
Nel 2003 Hirsi Ali ha lavorato con il collega deputato del VVD Geert Wilders per diversi mesi al fine di presentare una interrogazione al governo in merito alla politica dell'immigrazione. In particolare i due parlamentari, prendendo spunto dal Rapporto sullo sviluppo umano arabo dell'UNDP, chiesero al Ministro degli Esteri Jaap de Hoop Scheffer e al ministro senza portafoglio per la cooperazione e lo sviluppo Agnes van Ardenne, di porre attenzione sulle conseguenze della politica olandese sulla limitazione dell'immigrazione dal mondo arabo in Europa.
Sebbene abbia sempre appoggiato in pubblico la politica del ministro del VVD Rita Verdonk sulla limitazione dell'immigrazione, in privato non era d'accordo con lei, come spiegò in un'intervista a Opzij. In parlamento appoggiò la gestione di Verdonk del caso Pasic, sebbene in privato fosse dell'opinione che a Pasic si doveva permettere di rimanere. La notte prima del dibattito, telefonò alla Verdonk per dirle che lei stessa aveva mentito quando era giunta nei Paesi Bassi, proprio come Pasic. La Verdonk rispose che se fosse stata ministro in quel momento, l'avrebbe espulsa. Ne seguì una crisi politica che portò alla caduta del secondo governo Balkenende.
Nell'intervista ad Opzij affermò anche di essere favorevole a una sanatoria per garantire la cittadinanza olandese a un gruppo di 26.000 rifugiati che risiedevano nel paese da più di cinque anni senza vedersi ancora riconosciuto il diritto di asilo. Il VVD comunque le vietò di esprimere le sue idee sull'argomento. Dopo aver lasciato il parlamento olandese, Hirsi Ali ha ulteriormente precisato la sua idea restrittiva della politica di immigrazione. Il 1º novembre 2006, durante il programma televisivo della televisione tedesca ZDF Aspekte, affermò di temere che gli immigranti musulmani, una volta maggioranza, potrebbero introdurre la sharia.

#### Israele e i palestinesi
Hirsi Ali così si è espressa su Israele:
Capisco che un elemento cruciale di successo è un fattore unificante tra gli immigranti in Israele. C'è chi arriva dall'Etiopia o dalla Russia o ha il nonno che è giunto dall'Europa, ciò che li unisce è l'essere ebrei. Questo legame manca nei Paesi Bassi. La storia dei nostri immigrati è diversa anche da quella dei Paesi Bassi, incluso la religione.»
Sul futuro di Israele ha detto
Sui palestinesi
Quando provo a parlare nei Paesi Bassi della corruzione dell'Autorità palestinese e sulla responsabilità di Arafat nella tragedia della Palestina, non trovo mai tanti ascoltatori. Spesso si parla ai muri. Molti rispondono che Israele deve innanzitutto ritirarsi dai Territori occupati e poi tutto andrà bene con la Palestina.»
In un'altra intervista concessa nel 2003 alla rivista danese Sappho, citando un profilo molto negativo su Yasser Arafat pubblicato su "The Atlantic Monthly" nel 2002, afferma che: 
( Interview with Ayaan Hirsi Ali. URL consultato il 6 luglio 2007 (archiviato dall'url originale il 14 marzo 2007). su Sappho del 23 novembre 2005)
 Su come Israele è percepito nei Paesi Bassi: 
Il livello morale che ci si attende dai palestinesi è, invece, molto basso. Molti tacciono su tutti i problemi nei loro territori. Questo incoraggia i palestinesi ad essere più corrotti di quanto non lo siano già. A chi vive nei territori non è consentito dire nulla su tutto questo perché rischierebbe di essere assassinato dal suo stesso popolo»
Agli occhi dei socialisti, chiunque non sia bianco od occidentale è una vittima, e in questo elenco sono inclusi i musulmani, i palestinesi e gli immigrati. Io ritengo di non essere una vittima. Sono responsabile delle mie azioni come qualsiasi altra persona, e questo vale per tutti. In Somalia, la mia famiglia mi ha cresciuto nel razzismo insegnandomi che noi musulmani siamo superiori ai kenioti cristiani. Mia madre pensa che siano delle specie di scimmie. Quando ho iniziato a dire questo in un'aula di scuola, l'insegnante ha obiettato che era “falso e impossibile”.
Ma io ho ribadito che era vero. Ho detto che vivevo nel centro profughi della città di Ede e che ai somali da me conosciuti era stato insegnato che gli olandesi erano non circoncisi, atei e sporchi (…) È un errore fondamentale pensare a un individuo come a un'eterna vittima. La gente di colore, i musulmani e altri immigrati non occidentali non sono vittime. Sono individui, esattamente come me, che sono arrivati nei Paesi Bassi in cerca di una vita migliore. È mia responsabilità migliorare le mie condizioni di vita e non pretendo che le autorità lo facciano al posto mio. Chiedo soltanto di poter vivere in un ambiente di pace e sicurezza. La visione del mondo dei socialisti è diversa. Chi non è bianco e cristiano, e non condivide gli ideali della civiltà cristiana, è, per definizione, una vittima (…) La crisi del socialismo olandese può essere valutata confrontando il suo atteggiamento nei confronti dell'islam e di Israele. Se uno skinhead dipinge svastiche in un cimitero ebraico, questo è nazismo e verrà punito. Se un immigrato marocchino fa lo stesso, è una espressione del suo disappunto per il conflitto israelo-palestinese. (da Il Foglio del 29 dicembre 2010)

## Opere

### Sceneggiature
- Submission (Theo Van Gogh - 2004)

### Saggi
- Non sottomessa. Contro la segregazione nella società islamica (trad. dall'olandese di Asia Lamberti), ed. Einaudi, 2005. ISBN 978-88-06-17650-1
- Infedele (trad. di Irene Annoni, Giovanni Giri), (Insoumise, 2005) ed. Rizzoli, 2006. ISBN 978-88-17-01598-1
- Se Dio non vuole con Anna Gray (trad. di Ilaria Katerinov), ed. Rizzoli, 2008. ISBN 978-88-17-02342-9
- Nomade, perché l'Islam non è una religione per le donne. (Nomad: From Islam to America, 2010) , Rizzoli, 2010. ISBN 978-88-17-03437-1
- Eretica. Cambiare l'Islam si può (trad. di Irene Annoni) (Heretic: Why Islam needs a Reformation now, 2015) Rizzoli, 2015. ISBN 8817083135

## Riconoscimenti
- 2010 – Premio Simone de Beauvoir[32]